# Schkuhria
Schkuhria là một chi thực vật có hoa trong họ Cúc (Asteraceae).

## Loài
Chi Schkuhria gồm các loài: